# Джейланпынар
Джейланпынар (тур. Ceylanpınar) — город и район в провинции Шанлыурфа (Турция). Здесь располагается пограничный пункт, связывающий Джейланпынар с Рас-эль-Айном (Сирия).

## История
Люди жили в этих местах с древнейших времён. Впоследствии город входил в состав разных государств; в XVI веке он попал в состав Османской империи.
10 октября 2019 года Джейланпынар совместно с городом Акчакале подвергся обстрелу со стороны курдов из СДС.